# マイルチャンピオンシップ南部杯
マイルチャンピオンシップ南部杯（マイルチャンピオンシップなんぶはい）は、岩手県競馬組合が盛岡競馬場で施行する地方競馬の重賞競走（JpnI、ダートグレード競走）である。例年は農林水産大臣が賞を提供しているほか、JBC競走に向けた重要な前哨戦「Road to JBC」にも指定されており、正式名称は「農林水産大臣賞典 マイルチャンピオンシップ南部杯〔Road to JBC〕」と表記される。
通称は南部杯。また中央競馬のマイルチャンピオンシップと区別するためマイルCS南部杯、マイル南部杯、MCS南部杯と表記される事がある。日本で行われる常設のGI・JpnI競走としては唯一、三大都市圏以外で行われる（持ち回りのJBC競走は除く）。
競走名は江戸時代に盛岡藩を治めていた南部氏に由来し、45代当主南部利昭に了承を得て、名称と南部家の家紋が使用されている。表彰式には毎年南部家当主が出席し、南部杯を授与している。

## 概要
岩手県競馬組合創立25周年を記念し、1988年に北日本マイルチャンピオンシップ南部杯として創設された競走、第1回は水沢競馬場のダート1600mで施行された。創設当初は北日本地区（道営、東北、北関東）交流競走で、地方競馬の北日本地区のマイル最強馬決定戦の位置付けとされた。
1995年に中央・地方全国指定交流競走に指定されたと同時に現在のマイルチャンピオンシップ南部杯に改名、北日本地区以外の地方所属馬及び中央競馬所属馬も出走可能になった。1996年には開催場を現在の盛岡競馬場に変更、1997年には前年から施行されたダートグレード競走のGI（統一GI）に格付けされ、日本の秋のダートのマイル最強馬決定戦として定着していった。
2002年からはJBC競走へのトライアル「Road to JBC」に指定されており、本競走の優勝馬にはジャパンブリーディングファームズカップ2競走（JBCクラシック・JBCスプリント）への優先出走権（出走できるのはどちらか一方の競走）が与えられる。なお、2024年にジャパンダートクラシックが設定されるまでは、南部杯がRoad to JBCに指定された唯一のJpnI競走であった。
発走時のファンファーレは岩手競馬のJpnI用のファンファーレが使用されている。2007年に岩手競馬のファンファーレはJpnI用を含め全てが新しい物に切り替わったが、JpnI用のファンファーレは2009年から従来の物に戻されている。また、2015年から2年間は盛岡市の市民吹奏楽団「グーテン・ライエ吹奏楽団」による生演奏だった。2022年からは陸上自衛隊第9音楽隊による生演奏となっている。2011年の東京競馬場での開催（後述）の際もJRAの関東GIファンファーレではなく従前のファンファーレが使用されている。

### 条件・賞金等（2024年）
出走条件
サラブレッド系3歳以上。フルゲートは16頭。
負担重量
定量、3歳55kg、4歳以上57kg、牝馬2kg減。
賞金等
賞金額は1着7,500万円、2着2,625万円、3着1,600万円、4着975万円、5着525万円、着外手当は6着112万5000円、7着75万円、8着以下37万5000円。
副賞
南部杯、農林水産大臣賞、日本中央競馬会理事長賞、日本馬主協会連合会長奨励賞、日本地方競馬馬主振興協会会長賞、岩手県馬主会会長賞、地方競馬全国協会理事長賞、全国公営競馬主催者協議会会長賞、NAR生産牧場賞、岩手県知事賞、開催執務委員長賞。
優先出走権付与
優勝馬にJBCクラシックとJBCスプリントの優先出走権が付与される。

### 優先出走権付与競走
対象競走と付与条件は以下の通り
| 競走             | 格     | 競馬場     | 距離        | 付与対象                  | 備考                                                           |
| ---------------- | ------ | ---------- | ----------- | ------------------------- | -------------------------------------------------------------- |
| クラスターカップ | JpnIII | 盛岡競馬場 | ダート1200m | 3着以上の地方他地区所属馬 |                                                                |
| 青藍賞           | M2     | 水沢競馬場 | ダート1600m | 1着馬                     | かつては地方全国交流であったが、2024年現在は岩手所属限定の競走 |

### 過去の賞金額
中央競馬・地方競馬全国指定交流競走に指定された1995年以降
| 回数             | 総額賞金 （万円） | 1着賞金 （万円） | 2着賞金 （万円） | 3着賞金 （万円） | 4着賞金 （万円） | 5着賞金 （万円） |
| ---------------- | ----------------- | ---------------- | ---------------- | ---------------- | ---------------- | ---------------- |
| 第08回（1995年） | 9,250             | 5,000            | 2,000            | 1,000            | 750              | 500              |
| 第09回（1996年） | 9,250             | 5,000            | 2,000            | 1,000            | 750              | 500              |
| 第10回（1997年） | 1億1,100          | 6,000            | 2,400            | 1,200            | 900              | 600              |
| 第11回（1998年） | 1億1,100          | 6,000            | 2,400            | 1,200            | 900              | 600              |
| 第12回（1999年） | 1億500            | 6,000            | 2,100            | 1,020            | 780              | 600              |
| 第13回（2000年） | 1億500            | 6,000            | 2,100            | 1,020            | 780              | 600              |
| 第14回（2001年） | 1億200            | 6,000            | 1,800            | 1,020            | 780              | 600              |
| 第15回（2002年） | 1億200            | 6,000            | 1,800            | 1,020            | 780              | 600              |
| 第16回（2003年） | 1億200            | 6,000            | 1,800            | 1,020            | 780              | 600              |
| 第17回（2004年） | 1億200            | 6,000            | 1,800            | 1,020            | 780              | 600              |
| 第18回（2005年） | 1億200            | 6,000            | 1,800            | 1,020            | 780              | 600              |
| 第19回（2006年） | 1億200            | 6,000            | 1,800            | 1,020            | 780              | 600              |
| 第20回（2007年） | 1億200            | 6,000            | 1,800            | 1,020            | 780              | 600              |
| 第21回（2008年） | 8,500             | 5,000            | 1,500            | 850              | 650              | 500              |
| 第22回（2009年） | 7,500             | 5,000            | 1,150            | 650              | 450              | 250              |
| 第23回（2010年） | 6,750             | 4,500            | 1,035            | 585              | 405              | 225              |
| 第24回（2011年） | 8,530             | 4,500            | 1,800            | 1,100            | 680              | 450              |
| 第25回（2012年） | 6,750             | 4,500            | 1,035            | 585              | 405              | 225              |
| 第26回（2013年） | 6,750             | 4,500            | 1,035            | 585              | 405              | 225              |
| 第27回（2014年） | 6,750             | 4,500            | 1,035            | 585              | 405              | 225              |
| 第28回（2015年） | 6,750             | 4,500            | 1,035            | 585              | 405              | 225              |
| 第29回（2016年） | 6,750             | 4,500            | 1,035            | 585              | 405              | 225              |
| 第30回（2017年） | 6,750             | 4,500            | 1,035            | 585              | 405              | 225              |
| 第31回（2018年） | 6,750             | 4,500            | 1,035            | 585              | 405              | 225              |
| 第32回（2019年） | 6,975             | 4,500            | 1,170            | 630              | 450              | 225              |
| 第33回（2020年） | 8,000             | 5,000            | 1,400            | 800              | 500              | 300              |
| 第34回（2021年） | 1億200            | 6,000            | 2,100            | 1,200            | 600              | 300              |
| 第35回（2022年） | 1億200            | 6,000            | 2,100            | 1,200            | 600              | 300              |
| 第36回（2023年） | 1億2,250          | 7,000            | 2,450            | 1,400            | 910              | 490              |
| 第37回（2024年） | 1億3,225          | 7,500            | 2,625            | 1,600            | 975              | 525              |

## 歴史
- 1988年 - 3歳以上の競走馬による北日本地区交流競走「北日本マイルチャンピオンシップ南部杯」として創設。水沢競馬場のダート1600mで施行。
- 1995年
  - 中央・地方全国交流競走に指定。
  - 名称を「マイルチャンピオンシップ南部杯」に変更。
  - 開催日が体育の日（現・スポーツの日）に固定される（祝日改正法適用前で日曜日に該当した1999年を除く）。
- 1996年 - 施行場を盛岡競馬場に変更。
- 1997年 - ダート競走格付け委員会にGI（統一GI）に格付けされる。
- 2002年 - Road to JBCに指定される。
- 2007年 - 国際セリ名簿基準委員会（ICSC）の勧告に伴い、統一グレード表記をJpnIに変更。
- 2008年 - 1着賞金が5,000万円に減額、その後2010年には再度4,500万円に減額（2019年まで）。
- 2011年
  - 本年のみ日本中央競馬会が主催し、東京競馬場のダート1600mで「農林水産省賞典 マイルチャンピオンシップ南部杯」の名称で施行、売得金の一部を「支援金」として岩手県競馬組合に拠出。このため、岩手県馬主会会長賞の寄贈を行わなかった。
  - 本年のみ、出走枠を地方競馬所属馬は5頭（うち岩手所属馬2頭まで）、フルゲート16頭までに変更。
- 2012年 - 施行場を盛岡競馬場に戻す。
- 2016年 - 中央競馬所属馬の出走枠が1頭増えて7頭に、あわせてフルゲートが1頭増えて16頭となる[9]。
- 2018年 - 禁止薬物問題発生を受け農林水産大臣賞を返上したため、レース名称は「マイルチャンピオンシップ南部杯」となる。
- 2020年
  - スポーツの日が2020年東京オリンピックの開会式が行われる予定だった7月24日に変更されたため、レース史上初めて平日開催となった。
  - 1着賞金額が見直しにより、4,500万円から5,000万円となる[10]。
  - レース売得金が17億7595万900円（前年比約160%）となり、2011年のJRA東京開催を除き売り上げレコードを更新した。
- 2021年
  - 1着賞金が6,000万円に増額。
  - スポーツの日が当年に延期となった東京オリンピックの開会式が行われる7月23日に変更されたため、2年連続で平日開催となった。
  - 農林水産大臣賞がつくようになり、レース名が「農林水産大臣賞典 マイルチャンピオンシップ南部杯」に戻る。
- 2023年 
  - 1着賞金が7,000万円に増額。
  - レモンポップが歴代史上最大着差となる2秒の大差（12馬身）をつけて勝利。
  - レース売得金が21億7093万2700円となり、2011年のJRA開催をのぞく本競走の売り上げレコードを記録[11]。
- 2024年 ‐ 1着賞金が7,500万円に増額。
- 2025年 ‐ 1着賞金が8,000万円に増額。

### 歴代優勝馬
コース種別を記載していない距離は、ダートコースを表す。また馬齢は全て現行表記のもの。JRA騎手・調教師の表記は旧字体等の登録を禁止したJRA規定に従う。
| 回数   | 施行日         | 競馬場  | 距離  | 優勝馬             | 性齢 | 所属   | タイム  | 優勝騎手   | 管理調教師 | 馬主                           |
| ------ | -------------- | ------- | ----- | ------------------ | ---- | ------ | ------- | ---------- | ---------- | ------------------------------ |
| 第1回  | 1988年10月9日  | 水沢    | 1600m | グレートサーペン   | 牡6  | 高崎   | 1:42.4  | 工藤勉     | 渡邉和泰   | 三原勝太郎                     |
| 第2回  | 1989年10月8日  | 水沢    | 1600m | ダイコウガルダン   | 牡4  | 上山   | 1:42.4  | 水戸賢二   | 村山博     | 熊久保勅夫                     |
| 第3回  | 1990年10月7日  | 水沢    | 1600m | グレートホープ     | 牡4  | 盛岡   | 1:40.0  | 菅原勲     | 小西重征   | 小野寺喜久男                   |
| 第4回  | 1991年10月13日 | 水沢    | 1600m | タケデンファイター | 牡5  | 新潟   | 1:40.8  | 大枝幹也   | 佐藤忠雄   | 赤川喜一郎                     |
| 第5回  | 1992年10月11日 | 水沢    | 1600m | タケデンマンゲツ   | 牡6  | 宇都宮 | 1:42.0  | 平澤則雄   | 平石正己   | 熊久保勅夫                     |
| 第6回  | 1993年11月23日 | 水沢    | 1600m | トウケイニセイ     | 牡6  | 盛岡   | 1:39.8  | 菅原勲     | 小西重征   | 小野寺喜久男                   |
| 第7回  | 1994年9月25日  | 水沢    | 1600m | トウケイニセイ     | 牡7  | 盛岡   | R1:39.5 | 菅原勲     | 小西重征   | 小野寺喜久男                   |
| 第8回  | 1995年10月10日 | 水沢    | 1600m | ライブリマウント   | 牡4  | JRA    | 1:40.6  | 石橋守     | 柴田不二男 | 加藤哲郎 他2名                 |
| 第9回  | 1996年10月10日 | 盛岡    | 1600m | ホクトベガ         | 牝6  | JRA    | 1:38.3  | 的場均     | 中野隆良   | 金森森商事（株）               |
| 第10回 | 1997年10月10日 | 盛岡    | 1600m | タイキシャーロック | 牡5  | JRA    | R1:36.2 | 横山典弘   | 土田稔     | （有）大樹ファーム             |
| 第11回 | 1998年10月10日 | 盛岡    | 1600m | メイセイオペラ     | 牡4  | 水沢   | R1:35.1 | 菅原勲     | 佐々木修一 | （有）明正商事                 |
| 第12回 | 1999年10月11日 | 盛岡    | 1600m | ニホンピロジュピタ | 牡4  | JRA    | 1:38.4  | 武豊       | 目野哲也   | 小林百太郎                     |
| 第13回 | 2000年10月9日  | 盛岡    | 1600m | ゴールドティアラ   | 牝4  | JRA    | 1:38.3  | 後藤浩輝   | 松田国英   | 吉田和子                       |
| 第14回 | 2001年10月8日  | 盛岡    | 1600m | アグネスデジタル   | 牡4  | JRA    | 1:37.7  | 四位洋文   | 白井寿昭   | 渡辺孝男                       |
| 第15回 | 2002年10月14日 | 盛岡    | 1600m | トーホウエンペラー | 牡6  | 水沢   | 1:38.7  | 菅原勲     | 千葉四美   | 東豊物産（株）                 |
| 第16回 | 2003年10月13日 | 盛岡    | 1600m | アドマイヤドン     | 牡4  | JRA    | 1:35.4  | 安藤勝己   | 松田博資   | 近藤利一                       |
| 第17回 | 2004年10月11日 | 盛岡    | 1600m | ユートピア         | 牡4  | JRA    | 1:35.9  | 横山典弘   | 橋口弘次郎 | 金子真人                       |
| 第18回 | 2005年10月10日 | 盛岡    | 1600m | ユートピア         | 牡5  | JRA    | 1:36.7  | 安藤勝己   | 橋口弘次郎 | 金子真人ホールディングス（株） |
| 第19回 | 2006年10月9日  | 盛岡    | 1600m | ブルーコンコルド   | 牡6  | JRA    | 1:36.6  | 幸英明     | 服部利之   | （株）荻伏レーシング・クラブ   |
| 第20回 | 2007年10月8日  | 盛岡    | 1600m | ブルーコンコルド   | 牡7  | JRA    | 1:36.8  | 幸英明     | 服部利之   | （株）ブルーマネジメント       |
| 第21回 | 2008年10月13日 | 盛岡    | 1600m | ブルーコンコルド   | 牡8  | JRA    | 1:37.3  | 幸英明     | 服部利之   | （株）ブルーマネジメント       |
| 第22回 | 2009年10月12日 | 盛岡    | 1600m | エスポワールシチー | 牡4  | JRA    | 1:35.4  | 佐藤哲三   | 安達昭夫   | （株）友駿ホースクラブ         |
| 第23回 | 2010年10月11日 | 盛岡    | 1600m | オーロマイスター   | 牡5  | JRA    | R1:34.8 | 吉田豊     | 大久保洋吉 | （有）サンデーレーシング       |
| 第24回 | 2011年10月10日 | JRA東京 | 1600m | トランセンド       | 牡5  | JRA    | 1:34.8  | 藤田伸二   | 安田隆行   | 前田幸治                       |
| 第25回 | 2012年10月8日  | 盛岡    | 1600m | エスポワールシチー | 牡7  | JRA    | 1:35.9  | 佐藤哲三   | 安達昭夫   | （株）友駿ホースクラブ         |
| 第26回 | 2013年10月14日 | 盛岡    | 1600m | エスポワールシチー | 牡8  | JRA    | 1:35.1  | 後藤浩輝   | 安達昭夫   | （株）友駿ホースクラブ         |
| 第27回 | 2014年10月13日 | 盛岡    | 1600m | ベストウォーリア   | 牡4  | JRA    | 1:35.9  | 戸崎圭太   | 石坂正     | 馬場幸夫                       |
| 第28回 | 2015年10月12日 | 盛岡    | 1600m | ベストウォーリア   | 牡5  | JRA    | 1:36.8  | 福永祐一   | 石坂正     | 馬場幸夫                       |
| 第29回 | 2016年10月10日 | 盛岡    | 1600m | コパノリッキー     | 牡6  | JRA    | R1:33.5 | 田辺裕信   | 村山明     | 小林祥晃                       |
| 第30回 | 2017年10月9日  | 盛岡    | 1600m | コパノリッキー     | 牡7  | JRA    | 1:34.9  | 田辺裕信   | 村山明     | 小林祥晃                       |
| 第31回 | 2018年10月8日  | 盛岡    | 1600m | ルヴァンスレーヴ   | 牡3  | JRA    | 1:35.3  | M.デムーロ | 萩原清     | （株）G1レーシング             |
| 第32回 | 2019年10月14日 | 盛岡    | 1600m | サンライズノヴァ   | 牡5  | JRA    | 1:34.2  | 吉原寛人   | 音無秀孝   | 松岡隆雄                       |
| 第33回 | 2020年10月12日 | 盛岡    | 1600m | アルクトス         | 牡5  | JRA    | R1:32.7 | 田辺裕信   | 栗田徹     | 山口功一郎                     |
| 第34回 | 2021年10月11日 | 盛岡    | 1600m | アルクトス         | 牡6  | JRA    | 1:35.3  | 田辺裕信   | 栗田徹     | 山口功一郎                     |
| 第35回 | 2022年10月10日 | 盛岡    | 1600m | カフェファラオ     | 牡5  | JRA    | 1:34.6  | 福永祐一   | 堀宣行     | 西川光一                       |
| 第36回 | 2023年10月9日  | 盛岡    | 1600m | レモンポップ       | 牡5  | JRA    | 1:33.8  | 坂井瑠星   | 田中博康   | ゴドルフィン                   |
| 第37回 | 2024年10月14日 | 盛岡    | 1600m | レモンポップ       | 牡6  | JRA    | 1:35.9  | 坂井瑠星   | 田中博康   | ゴドルフィン                   |

## 東京競馬場での施行
2011年はこの年に発生した東日本大震災の影響により、東京競馬場にて施行された。岩手県競馬自体は5月より盛岡競馬場での開催を再開しダートグレード競走も施行されていたが競馬関連の施設が大きな被害を受けるなどして開催日数の減少による経営環境の厳しさなどからJRAに要請を行い、本競走は盛岡競馬場と姉妹提携を結んでいる東京競馬場にてJRA主催により施行されることとなった。
JRAは当初開催予定のなかった10月10日を「岩手競馬を支援する日」と題して東京競馬場開催を追加し（震災で中止となった3月13日の阪神競馬の事実上代替開催）、岩手競馬所属で活躍した競走馬の名前（トーホウエンペラー、メイセイオペラ）を冠した競走も行われた。当競走のスタート前のファンファーレは、例年通り盛岡競馬場で使用されている曲を使用した。また日曜日以外の競走で初めてWIN5が実施され、南部杯を含めた第8競走から第12競走が対象となった。
この年の入場人員は5万9475人で同年のフェブラリーステークスを上回ったほか、売り上げは70億2941万6200円で前年の本競走の約14倍を記録した。